# بلدرچین کالیفرنیایی
بلدرچین کالیفرنیایی (نام علمی: Callipepla californica) نام یک گونه از سرده زیباپوش است.